# Valerio Conti
Valerio Conti (ur. 30 marca 1993 w Rzymie) – włoski kolarz szosowy.

## Osiągnięcia
Opracowano na podstawie:

2010
- 3. miejsce w Trofeo Città di Ivrea
- 1. miejsce na 2. etapie Tre Ciclistica Bresciana

2011
- 1. miejsce w Trofeo Guido Dorigo
- 2. miejsce w mistrzostwach Włoch juniorów (jazda indywidualna na czas)
- 2. miejsce w mistrzostwach Włoch juniorów (start wspólny)
- 1. miejsce w Tre Ciclistica Bresciana
  - 1. miejsce na 1. i 3. etapie
- 1. miejsce na 1. etapie Trofeo Karlsberg
- 3. miejsce w Giro della Lunigiana

2013
- 3. miejsce w Ruota d'Oro

2014
- 1. miejsce w Gran Premio Bruno Beghelli

2015
- 1. miejsce w klasyfikacji punktowej Tour of Japan
  - 1. miejsce na 6. etapie

2016
- 1. miejsce na 13. etapie Vuelta a España

2019
- 2. miejsce w Tour of Turkey

2020
- 1. miejsce w Trofeo Matteotti

2021
- 2. miejsce w Giro dell’Appennino
- 2. miejsce w Gran Premio di Lugano

## Rankingi
| Rok              | 2013 | 2014 | 2015 | 2016  | 2017 | 2018 | 2019 | 2020 | 2021 | 2022 | 2023 | 2024 |
| ---------------- | ---- | ---- | ---- | ----- | ---- | ---- | ---- | ---- | ---- | ---- | ---- | ---- |
| UCI World Tour   |      | -    | -    | 136.  | 138. | 205. |      |      |      |      |      |      |
| World Ranking    |      |      |      | 513.  | 341. | 488. | 147. | 257. | 371. | -    | 598. | 519. |
| UCI Europe Tour  | 494. |      |      | 1401. | 719. | 669. | 121. | 211. | 308. | -    | -    | -    |
| UCI America Tour | -    |      |      | -     | 356. | -    |      |      |      |      |      |      |
|                  |      |      |      |       |      |      |      |      |      |      |      |      |
| Źródło: UCI      |      |      |      |       |      |      |      |      |      |      |      |      |